# داوید آلبلدا
داوید آلبلدا آلیکس (اسپانیایی: David Albelda Aliqués‎؛ زادهٔ ۱ سپتامبر ۱۹۷۷) بازیکن فوتبال سابق اهل اسپانیا است که از سال ۲۰۰۱ تا ۲۰۰۸ میلادی عضو تیم ملی فوتبال اسپانیا بوده و در ۵۱ بازی ملی حضور داشته‌است. او در بازی‌های ملی‌اش گلی به ثمر نرساند.

## افتخارات

### باشگاهی
والنسیا
- لا لیگا: ۰۲–۲۰۰۱، ۰۴–۲۰۰۳
- کوپا دل ری: ۰۸–۲۰۰۷
- سوپر جام فوتبال اسپانیا: ۱۹۹۹
- لیگ اروپا: ۰۴–۲۰۰۳
- سوپرجام اروپا: ۲۰۰۴
- لیگ قهرمانان اروپا: نایب قهرمان ۲۰۰۰–۱۹۹۹، ۰۱–۲۰۰۰

### ملی
زیر ۲۳ سال اسپانیا
- بازی‌های المپیک تابستانی: مدال نقره ۲۰۰۰